# Les Dauphins
Pour le mammifère marin, voir Dauphin.
Pour les articles homonymes, voir Dauphin (homonymie).
Pour plus de détails, voir Fiche technique et Distribution.
Les Dauphins (titre original : I delfini) est un film franco-italien réalisé par Francesco Maselli et sorti en 1960.
Présenté en compétition lors de la Mostra de Venise, le film brosse un portrait de la bourgeoisie de province italienne au début des années soixante.

## Synopsis
Dans une ville de province, des jeunes gens désœuvrés passent le temps.

## Fiche technique
- Titre : Les Dauphins
- Titre original :  I Delfini
- Titre anglais : Silver Spoon Set
- Réalisation : Francesco Maselli
- Scénario : Ennio De Concini, Alberto Moravia, Francesco Maselli
- Photographie : Gianni Di Venanzo
- Montage : Ruggero Mastroianni
- Musique : Giovanni Fusco
- Genre : Film dramatique
- Durée : 102 minutes
- Dates de sortie :
  - Italie : : 5 octobre 1960

## Distribution
- Claudia Cardinale : Fedora Santini
- Gérard Blain : Anselmo Foresi
- Anna Maria Ferrero : Marina
- Sergio Fantoni : Dr. Mario Corsi
- Tomas Milian : Alberto De Matteis
- Betsy Blair : Contessa Rita Cherè
- Enzo Garinei : Guglielmo
- Tina Lattanzi : la mère d'Alberto De Matteis
- Antonella Lualdi : Elsa Foresi